# Parabolocratalis viridis
Parabolocratalis viridis är en insektsart som beskrevs av Evans 1955. Parabolocratalis viridis ingår i släktet Parabolocratalis och familjen dvärgstritar. Inga underarter finns listade i Catalogue of Life.